# Vittoria Accoramboni

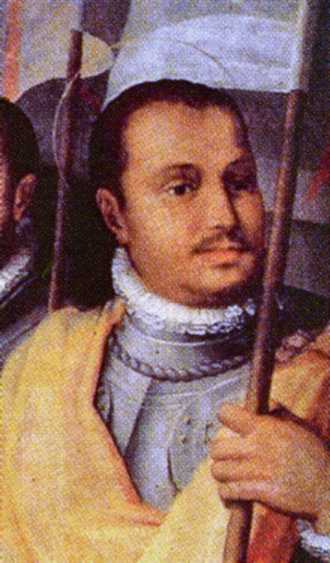
Hertog Paolo Giordano I Orsini, haar tweede echtgenoot

Vittoria Accoramboni of Coramboni (Gubbio, 15 februari 1557 – Padua, 22 december 1585) was een edeldame en dichter. Zij werd vermoord kort na de dood van haar tweede echtgenoot, Paolo Giordano I Orsini, voor wie het ook zijn tweede huwelijk was. Soms wordt zij Vittoria Orsini genoemd.

## Levensloop
Accoramboni werd geboren in Gubbio in Umbrië, in de Pauselijke Staat. Zij was een dochter van Claudio Accoramboni en Tarquinia Paluzzi Albertoni. Vrij jong verhuisde haar familie naar Rome, waar ze, via connecties van haar moeder, in de adellijke kringen vertoefde. 
In 1576 – 16 jaar oud – huwde zij met Francesco Peretti, neef van kardinaal Felice di Montalto, de latere paus Sixtus V. Haar vader wees een andere huwelijkskandidaat af, Paolo Giordano Orsini, eerste hertog van Bracciano. Deze hertog had de naam zijn vrouw Isabella de’ Medici vermoord te hebben. Claudio Accoramboni betaalde aan de familie Peretti 5.000 dukaten bruidsschat.
Na het huwelijk van Accoramboni met Peretti werd zij snel de geliefde van Orsini. In 1581 vermoordden medestanders van Orsini samen met haar broer, Marcello Accoramboni, haar man. Zij huwde nadien in het geheim met Orsini. Paus Gregorius XIII was het niet eens met dit geheim huwelijk en liet haar arresteren. Zij werd opgesloten in de kazerne Corte Savelli; vervolgens sleurden pauselijke soldeniers haar naar het klooster van San Cecilia in Rome en nadien naar de gevangenis op de Engelenburcht. In 1582 kwam Accoramboni vrij want de paus stuurde haar terug naar haar vader in Gubbio.
In 1583 huwden Orsini en Accoramboni opnieuw, ditmaal in het hertogelijk paleis van Bracciano, met veel publiek. Dit creëerde schandaal bij de kardinalen in Rome. Een kerkelijke rechtbank annuleerde dit huwelijk.
In 1585 stierf paus Gregorius XIII. Zijn opvolger was niemand minder dan Sixtus V, oom van haar eerste man. Het echtpaar vluchtte weg uit de Pauselijke Staat, uit schrik voor de woede van Sixtus V. Zij trokken via de republiek Venetië naar het hertogdom Milaan. Daar leefden zij teruggetrokken in Salo, aan het Gardameer. Orsini voelde zijn einde naderen en stelde zijn testament op. Orsini schonk zijn fortuin aan Vittoria Accoramboni. In hetzelfde jaar 1585, stierf Orsini in Salo.
Accoramboni verhuisde naar een van de paleizen van haar overleden man (1585). Zij woonde in de Palazzo Cavalli alle Porte Contarine in Padua, in de Republiek Venetië. Op 22 december 1585 drong een moordcommando het paleis binnen. Accoramboni werd met dolken dood gestoken. Het moordcommando was besteld door Ludovici Orsini, broer van haar overleden man. Haar schoonbroer was tevens de voogd over de kinderen Eleonora Orsini en Virginio Orsini uit het eerste huwelijk van haar man. De familie Orsini was woest over het verlies van erfenis. Het werd Accaramboni haar dood.

## Poëzie
Accoramboni schreef gedichten. Zij ondertekende met Virginia N. Zo zijn van haar verzen in rijm overgebleven, die beginnen met: Lamento, o sia una Disperata (Ancona 1586). In deze verzen betreurt zij de brutale moord op haar eerste man, Francesco Peretti.